# Rashid Abdulrahman
Rashid Abdulrahman (Emiratos Árabes Unidos; 20 de octubre de 1975) es un exfutbolista de los Emiratos Árabes Unidos que jugaba en la posición de defensa.

## Carrera

### Club
| Periodo   | Club             |
| --------- | ---------------- |
| 1999–2005 | Al-Shaab CSC     |
| 2005      | Yverdon-Sport FC |
| 2006–2011 | Al-Jazira SC     |
| 2011–2012 | Ajman Club       |

### Selección nacional
Jugó para Emiratos Árabes Unidos en 38 ocasiones de 2004 a 2008 y anotó dos goles; participó en dos ediciones de la copa Asiática.

## Logros

### Club
- UAE Pro League (1): 2010-11
- Copa Presidente de Emiratos Árabes Unidos (1): 2010-11
- Copa de Liga de los Emiratos Árabes Unidos (1): 2009-10
- Copa Federación de los Emiratos Árabes Unidos (1): 2006-07
- Copa de Clubes Campeones del Golfo (1): 2007

### Selección nacional
- Copa de Naciones del Golfo (1): 2007